# Phytoecia geniculata
Phytoecia geniculata — вид жесткокрылых из семейства усачей.

## Распространение
Распространён в Греции, Болгарии, на Ближнем Востоке, Кипре и в Турции.

## Описание
Жук длиной от 8 до 10 мм. Время лёта с апреля по май.

## Развитие
Жизненный цикл вида длится всего год.